# Agostino Puppo
Agostino Puppo (Genova, 18 febbraio 1948 – 16 febbraio 2010) è stato un rugbista a 15 italiano, a lungo mediano di mischia e utility back del CUS Genova.

## Biografia
Nativo della frazione di Pegli, in cui iniziò a praticare il rugby, passò poi al CUS Genova, club del quale caratterizzò l'epoca migliore: tra il 1971 e il 1973, infatti, il club giunse tre volte consecutivamente alla piazza d'onore del campionato, venendo sempre sconfitto dal Petrarca.
Formò, insieme ad altri compagni di squadra, Bollesan su tutti, l'asse portante della Nazionale italiana che affrontò il primo importante tour della sua storia, quello in Africa Australe del 1973: esordiente in azzurro nel febbraio 1972 a Padova contro il Portogallo in Coppa FIRA, un anno più tardi fu tra i convocati nella spedizione che vide l'Italia vincere contro i South African Leopards e perdere di stretta misura altri incontri («Uno dei miei banditi», fu il commento di Bollesan alla morte di Puppo).
Furono 20, in totale, gli incontri di Puppo in Nazionale; quando il CUS Genova iniziò a declinare, e altri giocatori migrarono altrove, Puppo rimase nel club per non trasferirsi dalla sua città natale, e lo seguì in serie B, salvo poi trasferirsi nel neopromosso Torino nel 1975 insieme ad altri suoi compagni di squadra.
Divenuto capitano di tale nuova formazione, la lasciò nel 1980 per ritirarsi dall'attività.
Pubblicamente premiato nel 2008 allo Stadio Flaminio dal presidente federale Giancarlo Dondi per il trentacinquesimo anniversario del tour africano del 1973 insieme ai suoi compagni di Nazionale, Puppo è deceduto il 16 febbraio 2010, due giorni prima di compiere 62 anni, a causa di un tumore.